# Antonín Měšťan
Antonín Měšťan (ur. 29 sierpnia 1930 w Pradze, zm. 30 maja 2004) – czeski historyk literatury, polonista, tłumacz.
Od 1966 roku lektor języka czeskiego i polskiego na uniwersytecie we Fryburgu Bryzgowijskim, w latach 1974–1995 profesor tamże, w latach 1992–1998 dyrektor Instytutu Słowiańskiego Czeskiej Akademii Nauk. Jako badacz interesował się głównie czesko-polskimi związkami literackimi. Opublikował m.in. Geschichte tschechischer Literatur im 19. und 20. Jahrhundert (Kolonia – Wiedeń 1984) i Česká literatura 1785–1985 (Toronto, 1987). Przekładał prozę Adama Mickiewicza i Jarosława Iwaszkiewicza oraz prace z zakresu nauk społecznych.